# Laura Peña i Jubany
Laura Peña i Jubany   (Vilassar de Mar, 10 de desembre de 1998) és una jugadora de bàsquet catalana.
Va començar a jugar a la Unió Esportiva Mataró. En categoria mini, va ser fitxada pel Club Bàsquet Femení Sant Adrià on va acabar de formar-se com a base. Durant aquesta etapa, va aconseguir una Lliga catalana 2 (2014) i una Lliga espanyola 2 (2016-17), així com va aconseguir l'ascens a la màxima competició estatal. Al final de la temporada 2018-19 va fitxar pel Cadí la Seu, amb el qual conquerí dues Lligues catalanes (2021, 2022), participà a dues fases finals de la Copa de la Reina (2020, 2022, essent escollida MVP de la final) i competí a l'EuroCup Femenina. A més, va ser escollida jugadora revelació de la Lliga Femenina la temporada 2021-22. L'estiu de 2023 va fitxar per l'Spar Girona. L'abril de 2024 anuncià que deixa de jugar de manera temporal per una qüestió de salut mental.
Internacional amb la selecció espanyola en categories inferiors, es proclamà campiona d'Europa sub-20 (2018) i debutà amb la selecció absoluta el 2022, disputant el Pre Europeu de Basket de 2023.

## Palmarès
- 2 Lligues catalanes de bàsquet femenina (2021-22, 2022-23)
- 1 Lliga catalana de bàsquet femenina 2 (2014-15)
- 1 Lliga espanyola de bàsquet femenina 2 (2016-17)